# Małgorzata Rószkiewicz
Małgorzata Maria Rószkiewicz – polska ekonomistka, profesor nauk ekonomicznych.

## Życiorys
W  1980 r. ukończyła studia finansów i statystyki w Szkole Głównej Planowania i Statystyki, w 1986 r. obroniła pracę doktorską, w 1992 r. habilitowała się na podstawie pracy zatytułowanej Mechanizm zachowań demograficznych. W 2010 r. uzyskała tytuł profesora nauk ekonomicznych. 
Została pracownikiem naukowym w Szkole Głównej Handlowej w Warszawie i na Uniwersytecie Warmińsko-Mazurskim w Olsztynie.
Była członkiem Komitetu Nauk Demograficznych PAN.